# Výreček indický
Výreček indický (Otus bakkamoena) je druh sovy z čeledi puštíkovití, který je rozšířen v jižní Asii.

## Systematika a rozšíření
Výrečka indického formálně popsal v roce 1769 velšský přírodovědec Thomas Pennant pod názvem Otus bakkamoena. Původně se do tohoto taxonu řadilo i několik dalších výrečků, kteří byli později povýšeni na samostatné druhy. Patří k nim O. semitorques, O. lettia a O. lempiji. U výrečka indického jsou rozpoznávány následující poddruhy:
- O. b. deserticolor Ticehurst, 1922 – jižní Írán a Pákistán;
- O. b. gangeticus Ticehurst, 1922 – severozápadní Indie až Nepál;
- O. b. marathae Ticehurst, 1922 – střední Indie;
- O. b. bakkamoena Pennant, 1769 – jižní Indie a Šrí Lanka.

## Stanoviště
Vyskytuje se v lesních biotopech. Obývá jak primární tak sekundární lesy, dále i pouštní oblasti se suchou vegetací, husté shluky stromů na zahradách i ovocné sady. Vyskytuje se až do 2200 m n. m.

## Popis

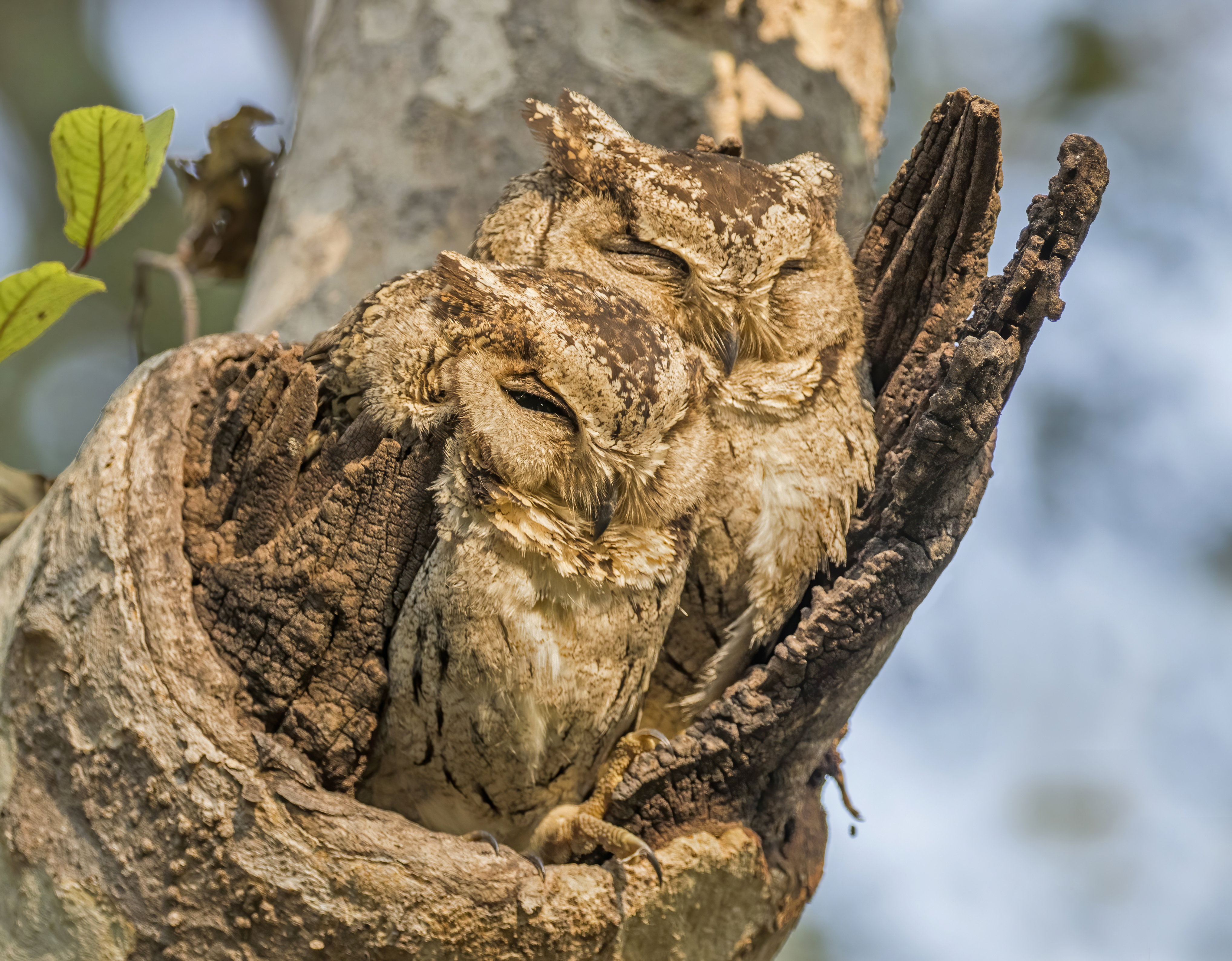
Pár výrečků indických

Tento středně velký puštíkovitý pták dosahuje délky těla kolem 22–22 cm. Váha se pohybuje kolem 125–152 g, rozpětí křídel dosahuje 61–66 cm. Opeření je písčitě hnědé s nevelkými tmavě hnědými až černými skvrnami. Obličejový disk má výrazné černé okraje. Po stranách hlavy jsou umístěna výrazná dlouhá ouška s tmavými věnujícími okraji. Oči jsou oříškově hnědé až tmavě hnědé, výjimečně žlutohnědé. Zobák je rohovinový, přičemž spodní čelist je o něco světlejší než ta horní a konec je tmavý. Ozobí je zelené. Nohy jsou opeřené až k bázi prstů, samotné prsty jsou nahnědlé až žlutozelené.

## Biologie
Jedná se o nočního živočicha; zatímco v noci loví, přes den hřaduje v hustých korunách stromů. Živí se hlavně hmyzem jako jsou brouci a sarančata, občas sezobne i menšího plaza, ptáka nebo hlodavce. Hlasově se projevuje kvákavým, otazným, pravidelně vydávaným uot?. Díky kryptickému zbarvení je složité jej pozorovat ve volné přírodě. Hnízdo si staví v přirozených dutinách stromů. Samice snáší 3–4 bílých vajec o rozměrech kolem 33×27 mm.

## Ohrožení
Druh má sice neznámo velkou populaci, nicméně bývá popisován běžný a široce rozšířený. Akutně mu nehrozí žádné nebezpečí a má široký areál výskytu, takže jej Mezinárodní svaz ochrany přírody (IUCN) považuje za málo dotčený.